# Bracon juncicola
Bracon juncicola är en stekelart som beskrevs av William Harris Ashmead 1889. Bracon juncicola ingår i släktet Bracon och familjen bracksteklar. Inga underarter finns listade.